# 12354 Hemmerechts
12354 Hemmerechts (1993 QD3) là một tiểu hành tinh vành đai chính được phát hiện ngày 18 tháng 8 năm 1993 bởi E. W. Elst ở Caussols.